# Instytut La Xavière, Misjonarza Jezusa Chrystusa
Zakon Xavières – katolickie żeńskie zgromadzenie zakonne uznane przez Kościół katolicki 4 lutego 1963 r. podczas Soboru Watykańskiego II.
Instytut został założony we Francji w 1921 r. i należy do rodziny ignacjańskich zgromadzeń zakonnych. Założycielami zakonu byli Claire Monestès i wspierający jej działania ks. Antonin Eymieu SJ.
Od 2010 roku zakon działa na prawie pontyfikalnym.

## Historia
Claire Monestès, założycielka zakonu, darzyła wielkim podziwem działalność misyjną św. Franciszka Ksawerego SJ, jednego z pierwszych towarzyszy Ignacego Loyoli, a przez to: jednego z pierwszych jezuitów.
Krótko po założeniu Towarzystwa Jezusowego Ignacy Loyola zdecydował, że Towarzystwo nie będzie przyjmować kobiet. Nie ma więc jezuitek (żeńskich zakonów jezuickich) jako takich – jest jednak wiele wspólnot kobiecych inspirowanych duchowością ignacjańską. Taka jest też wspólnota założona przez Claire Monestès, nazwana na pamiątkę św. Franciszka Ksawerego, ksaweriankami.
W 1921 roku Claire Monestès wraz z Léonie Fabre otworzyły w Marsylii swoją pierwszą wspólnotę ukierunkowaną na pomoc młodym kobietom pracującym. W pokoju przy rue de Breteuil powstał ośrodek rekreacyjny i restauracja dla młodych robotnic, które pracowały w okolicy Starego Portu.
W 1934 roku Monestès założyła kolejną wspólnotę – tym razem w Paryżu, w parafii Saint-Médard w 5. dzielnicy.
W dniu 14 lutego 1939 Claire Monestès zmarła. Członkinie jej wspólnoty miały wówczas od 20 do 35 lat. Wybuch II wojny światowej spowodował ich rozproszenie.
Od tego czasu nastąpiła przerwa w działaniach skoordynowanych, choć mniejsze grupy inspirowane działaniem Monestès prowadziły działalność lokalną. Dopiero w 1960 r. grupy wspólnotowe we Francji ponownie się zjednoczyły. Były to grupy z Créteil, Tuluzy, Nicei, La Rochelle i Aix-en-Provence.
W 1963 roku Sobór Watykański II zatwierdził Instytut w prawach zakonu.
W 1967 roku, w odpowiedzi na wezwanie jezuitów do współpracy z INADES (Afrykańskim Instytutem Rozwoju Gospodarczego i Społecznego, obecnie CERAP),. francuskie wspólnoty rozszerzyły swoją działalność na kontynent afrykański: Wybrzeże Kości Słoniowej. Pierwsza wspólnota powstała w Abidżanie, w kolejnych latach powstały wspólnoty w Korhogo, także na Wybrzeżu Kości Słoniowej (1972), w Ndżamenie, w Czadzie (1983), druga wspólnota w Abidżanie (w regionie Abobo), na Wybrzeżu Kości Słoniowej (2002), w Yaoundé, w Kamerunie (2006). Najnowsza wspólnota powstała w 2012 roku.
W lipcu 2017 przełożoną Generalną Zgromadzenia została siostra Christine Danel.
W maju 2019 roku, wśród mianowanych przez papieża Franciszka konsultantów Sekretariatu Generalnego Synodu Biskupów ds. Młodzieży, Wiary i Rozeznania Powołaniowego, znalazły się trzy kobiety, wśród nich ksawerianka, siostra Nathalie Becquart. Nominacja ta została uznana za historyczne wydarzenie dla wzmacniania roli kobiet w Kościele katolickim. Pół roku później, w lutym 2020 roku, siostra Becquart została mianowana podsekretarzem Synodu, dzięki czemu stała się pierwszą kobietą, która otrzymała na Synodzie prawo głosu.
Siostra Nathalie Becquart pełniła wcześniej funkcję dyrektorki Krajowej Służby ds. Ewangelizacji Młodzieży i Powołań we Francji i była pierwszą kobietą na tym stanowisku.
Obecnie zakon ksawerianek liczy ok. 100 sióstr na trzech kontynentach: w Afryce, Europie i Ameryce Północnej. Są wśród nich sekretarki, liderki młodzieżowi, lekarki, inżynierowie, bibliotekarki, teolożki, nauczycielki, opiekunki duszpasterstw i katechetki, psycholożki, pielęgniarki, menedżerki. Żyją w małych wspólnotach, blisko domów i miejsc pracy społeczności, które wspierają.